# Esmeralda Pimentel
María Esmeralda Pimentel Murguía (née le 8 septembre 1989 à Ciudad Guzmán) est une actrice mexicaine.

## Biographie
Elle nait au Mexique d’un père dominicain et d'une mère mexicaine[réf. nécessaire].
Avant de devenir actrice, Pimentel a participé au national Nuestra Belleza México concours 2007 où elle s'est classée quatrième.

## Filmographie à la télévision

### Telenovelas
| Année | Titre                       | Rôle                  | Réseau   |
| ----- | --------------------------- | --------------------- | -------- |
| 2009  | Verano de amor              | Adalberta Claveria    | Televisa |
| 2012  | Abismo de pasión            | Kenia Jaso Navarro    | Televisa |
| 2012  | Cachito de cielo            | Mara Magaña           | Televisa |
| 2013  | De que te quiero, te quiero | Diana Mendoza         | Televisa |
| 2014  | El color de la pasión       | Lucía                 | Televisa |
| 2016  | La vecina                   | Sara Granados Esparza | Televisa |
| 2017  | « Enamorándome de Ramón «   | Fabiola               | Televisa |

### Séries
- Como dice el dicho (Televisa)
  - 2011 : Más vale solo...
- Cloroformo (Televisa)
  - 2012 : Los peores golpes sí dan en el ring : Sarita
- Nueva Vida (Televisa)
  - 2013 : Madre soltera
- 2013 : Gossip Girl Acapulco
- 2021 : La Templanza
- 2022 : Sous la braise : Olivia Serrano

## Filmographie au cinéma
- 2012 : Viaje de generación
- 2020 : Apprenti papa

## Théâtre
- 2012 : Palomita Pop : Sandra